# Kurfürstenstraße (Berlin-Tiergarten)
Die Kurfürstenstraße liegt im Berliner Ortsteil Tiergarten des Bezirks Mitte und bildet die Grenze zum Ortsteil Schöneberg und damit zum Bezirk Tempelhof-Schöneberg. Seit einer Neuordnung der Bezirksgrenze im Februar 2022 gehören das komplette Straßenland und die Gehwege zu Tiergarten, die Grundstücke südlich davon in liegen jedoch weiterhin in Schöneberg.

## Verlauf
Die Kurfürstenstraße beginnt im Osten an der Dennewitzstraße und endet im Westen am Olof-Palme-Platz vor dem Aquarium Berlin. Sie kreuzt unter anderem die Potsdamer Straße, die ein Teil der Bundesstraße 1 ist. Dort liegt der U-Bahnhof Kurfürstenstraße der Linien U1 und U3. Im Jahr 2013 wurde das östliche Ende der Straße über die Dennewitzstraße hinaus als direkter Zugang für Fußgänger und Radfahrer zum Westpark verlängert. Der Westpark wurde am 31. Mai 2013 als zweiter Teil des Parks am Gleisdreieck eröffnet.

## Geschichte

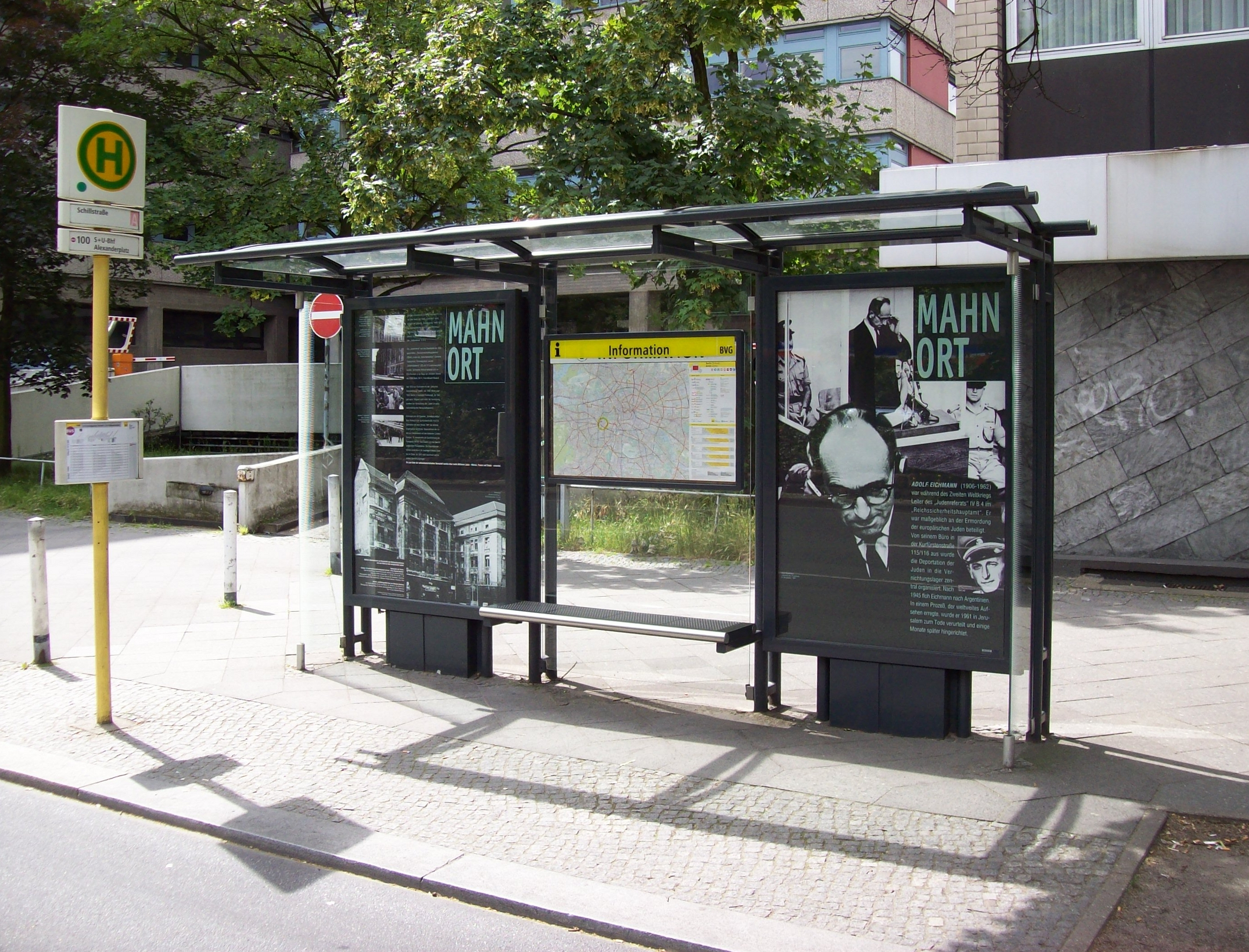
Eine zum Mahnmal umgestaltete Bushaltestelle erinnert an das Eichmannreferat in der Kurfürstenstraße

Die Straße entstand gegen Ende des 17. Jahrhunderts und hieß bis ins Jahr 1863 Mühlenstraße, auch Mühlenweg. Seitdem ist sie nach den Kurfürsten benannt, die den römisch-deutschen König wählten. Der Straßenteil der ehemaligen Teltower Straße zwischen Potsdamer und Dennewitzstraße erhielt am 19. März 1869 ebenfalls den Namen Kurfürstenstraße, sodass die gesamte Straßenstrecke vom Zoologischen Garten bis zum Eisenbahngelände so hieß. Ein kleiner Teil der Straße lag bis zum 5. Februar 1965 in Charlottenburg. Dieser Abschnitt zwischen Nürnberger Straße und Budapester Straße (Tiergarten) wurde in die Budapester Straße einbezogen. Damit entfiel der Name Kurfürstenstraße für Charlottenburg. Zwischen 1962 und 1977 kamen einzelne angrenzende Grundstücke zur Kurfürstenstraße hinzu. Zum Zeitpunkt der Benennung gehörte die Straße bereits zu Berlin.
Der impressionistische Maler Ernst Oppler hatte seine Innenstadtwohnung an der Kurfürstenstraße 125a. In der Zeit des Nationalsozialismus saß die Inspektion für Reit- und Fahrwesen der SA im Haus Kurfürstenstraße 114. In der Kurfürstenstraße 115/116 wurde am 11. Februar 1939 auf Befehl Hermann Görings die Reichszentrale für jüdische Auswanderung eingerichtet und ab 1941 das sogenannte „Eichmannreferat“, eine Dienststelle des Reichssicherheitshauptamtes, in der die Deportation der europäischen Juden in die Vernichtungslager organisiert wurde. Das um 1910 erbaute Gebäude befand sich zuvor im Besitz eines Wohlfahrtsvereins, des Jüdischen Brüdervereins. Heute erinnert eine zum Mahnmal umgestaltete Bushaltestelle an die Geschichte des 1961 abgerissenen Hauses.
Insbesondere das Teilstück zwischen Potsdamer und Karl-Heinrich-Ulrichs-Straße (ehemals: Einemstraße) ist seit den 1960er Jahren ein stadtbekannter Straßenstrich. 2013 wurde über Sperrzeiten und Einrichtung eines Sperrbezirks diskutiert. 2014 wurde die Zahl der Prostituierten auf 300 geschätzt. Die Welt berichtete 2015: „Eine Studie der TU Berlin hatte ergeben, dass es sich bei den Prostituierten überwiegend um Frauen aus Mittel- und Osteuropa im Alter von 18 bis 35 Jahren handelt. Zwei Drittel gelten als heroin- oder kokainsüchtig, fast alle können eine Steuernummer beim Finanzamt vorweisen.“
In der Nähe der Karl-Heinrich-Ulrichs-Straße befindet sich in der Kurfürstenstraße 58 das Café Einstein Stammhaus.
Im Tiergartener Gewerbehof in der Kurfürstenstraße 13/14 arbeitet und lebt der schottische Künstler Douglas Gordon.

## Weitere Kurfürstenstraßen in Berlin
Neben dieser Kurfürstenstraße gibt es in Berlin drei weitere Straßen gleichen Namens jeweils in den Ortsteilen Hermsdorf, Lankwitz und Mariendorf. Daneben gibt es den international bekannten Kurfürstendamm in Charlottenburg, Halensee und Grunewald sowie den Kurfürstenweg in Wannsee.